# Макаров, Владимир Кузьмич
Влади́мир Кузьми́ч Мака́ров (1885—1970) — российский и советский историк, специалист музейного дела, чья профессиональная деятельность была связана с музеями Петергофа, Гатчины, Эрмитажем, Русским музеем.

## Биография
Родился 17 (29) сентября 1885 года. Окончил историко-филологический факультет Императорского Санкт-Петербургского университета; специализировался на исследовании западно-европейского искусства.
В 1917 году стал ассистентом Эрмитажа по галерее драгоценностей. После Февральской революции вошёл в состав художественно-исторической комиссии по приёмке и охране дворцов Петергофа. В 1918 году был назначен хранителем императорского дворца в Гатчине, а в 1920 году — директором музея, в который был превращён этот дворец. Ему пришлось в непростое время бороться за сохранение целостности коллекции музея; под его руководством велась научная и исследовательская работа, создавались различные экспозиции.
В 1923 году он стал инициатором и основным автором и редактором бюллетеня «Старая Гатчина». Также он написал исследования о творчестве немецкого художника Г. Г. Преннера и итальянского скульптора  Бартоломео Кавачеппи.
Боровшийся против продажи культурных ценностей за границу, 10 марта 1928 года он был уволен и выслан в административную ссылку в Череповец на три года. Там он был назначен уполномоченным по охране памятников природы, искусства и быта по Череповецкому району, а затем членом-корреспондентом центрального бюро краеведения. В 1930 году ему было возвращено право свободного проживания на любой территории СССР.
В марте 1932 года В. К. Макаров вернулся в Ленинград, где стал временным сотрудником отдела планировки Ленсовета, а также занимался составлением описи коллекций Академии художеств. В 1932 году он получил задание написать «Очерк истории города Гатчины». В 1934 году был принят на постоянную работу в сектор западно-европейского искусства Эрмитажа.
Во время Великой Отечественной войны Макаров оставался в блокадном Ленинграде. Сначала работал консультантом Государственной инспекции по охране памятников искусства и старины, затем — заместителем председателя Государственной закупочной комиссии Управления по делам искусств. Также он работал над материалами для историко-художественного исследования Гатчинского дворца-музея и парка. В 1944 году принимал участие в комиссии, которая фиксировала ущерб, нанесённый историческим памятникам, выступал с обращениями о необходимости восстановления ленинградских пригородов. С конца 1940-х годов работал в Публичной библиотеке сотрудником отдела эстампов.
Скончался 27 февраля 1970 года, похоронен на Северном кладбище, Лесной участок, 55-й квартал, 5-й ряд, 19 место.
В конце жизни в соавторстве с А. Н. Петровым начал работу над книгой «Гатчина». Однако закончить её Макаров не успел. Книга вышла в свет в 1974 году, была переиздана в 2005 году.